# Tardosi Kőbányák megállóhely
Tardosi kőbányák egy magyarországi vasúti megállóhely, amit a MÁV üzemeltetett a Heves vármegyei Mónosbélen. A település közigazgatási területének déli peremvidékén helyezkedik el, nem messze a településen átvezető 2506-os úttól. A megállót a 87-es számú Eger–Putnok-vasútvonal érinti, amelyen még ma is közlekednek vonatok, de az összes megállás nélkül áthalad. Az állomás még viszonylag jó állapotú.[pontosabban?]

## Megközelítése
A megállóhelyet a 25-ös főútból kiágazó, Szilvásvárad felé tartó mellékútról lehet elérni.

## Járművek
Bzmot motorkocsik közlekednek erre, de egyikük sem áll meg a megállóhelyen.

## Forgalom
2011-től a vasútvonalon közlekedő napi 2 pár vonatból csak az egyik pár állt meg, majd 2012 óta az alacsony forgalma miatt már egy vonat se áll meg a megállóhelyen, valamennyi megállás nélkül közlekedik.

## Története
A megállóhely 1908-ban a Helyi Érdekű Vasút III. terve alapján készült el.
1947-49 között az állomás és a pálya felújításon esett át.
1990 környékén az állomás bakterbódéját lebontották mert a kézi sorompót kicserélték fénysorompóra. 2012 óta a vonatok nem állnak meg a megállóhelyen.

## Állomások
A megállóhoz az alábbi állomások vannak legközelebb:
- Szarvaskő megállóhely (Eger-Putnok vasútvonal)
- Mónosbél vasútállomás (Eger-Putnok vasútvonal)